# Margaret King

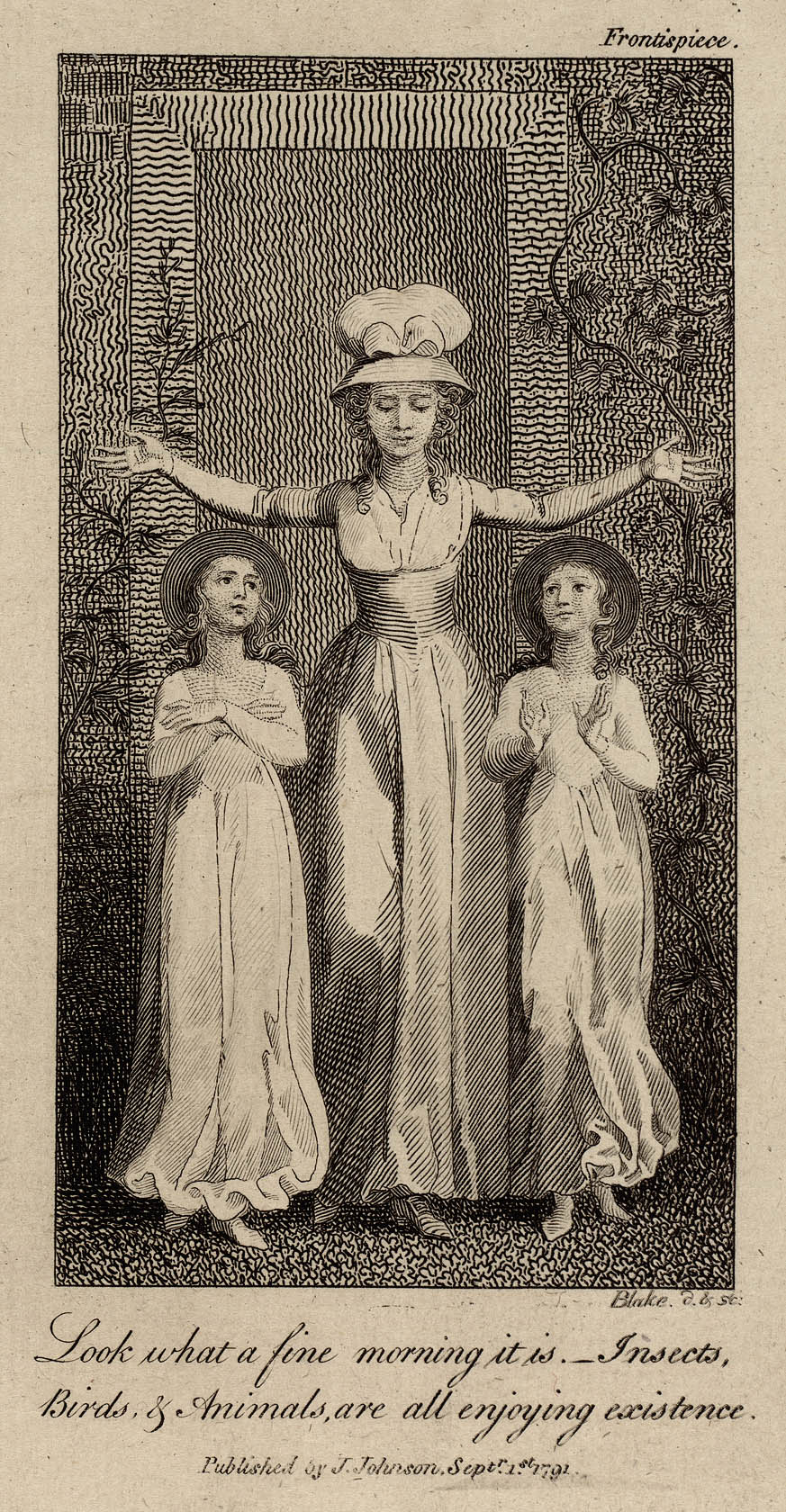
Frontispice de l'édition de 1791 de Histoires originales de la vie réelle gravée par William Blake

Margaret King (1773-1835), également connue comme Lady Mount Cashell et Mme Mason, est une hôtesse, écrivaine, voyageuse irlandaise. Malgré son riche passé aristocratique, elle a des sympathies républicaines, façonnées en partie par le fait qu'elle a été une élève privilégiée de Mary Wollstonecraft.

## Enfance
Margaret King est née dans la famille anglo-irlandaise des Kingsborough, figurant parmi les membres influents de l'ascendance protestante. Sa mère, Caroline Fitzgerald (l'une des plus riches héritières d'Irlande et cousine germaine du révolutionnaire Lord Edward FitzGerald) est mariée à l'âge de 15 ans à Robert King (2e comte de Kingston). Le siège de la famille est le château de Mitchelstown, dans la ville de Mitchelstown, dans le nord du comté de Cork.
Adolescente, la vie de Margaret est marquée par l'éducatrice et proto-féministe Mary Wollstonecraft, de qui elle est une "protégée hautement dévouée" . Elle n'est sa gouvernante qu'un an, Wollstonecraft ne pouvant s'entendre avec Lady Kingsborough . Margaret King dira plus tard qu'elle "avait libéré son esprit de toutes les superstitions" . Certaines des expériences de Wollstonecraft au cours de cette année se retrouvent dans son seul livre pour enfants, Marie et Caroline, ou Entretiens d'une institutrice avec ses élèves (1788) . L'enseignante maternelle qui encadre ces histoires s'appelle Mme Mason, un nom adopté par Margaret King plus tard.

## Début de vie adulte
Elle devient Lady Mount Cashell en épousant Stephen Moore (2e comte Mount Cashell) le 12 septembre 1791. Elle a 19 ans et lui 21.
Le couple a finalement sept enfants. Le fils aîné, Stephen Moore (3e comte Mount Cashell), obtient son diplôme du Trinity College, à Cambridge, épouse une femme suisse et réside dans plusieurs pays. Il fonde une communauté agricole sur l'île Amherst, dans le Haut-Canada (aujourd'hui l'Ontario), et est jugé "un propriétaire en évolution et évangélique" . Le deuxième fils, Robert, est né en 1793. Le troisième fils, Edward Moore, devient chanoine de la cathédrale de Windsor. La fille aînée, Helena, est née en mars 1795. L'une des plus jeunes filles, Jane Elizabeth, se marie en 1819 avec William Yates Peel, issu de la famille des politiciens et des marchands .
En 1798, son frère Robert King (1er vicomte Lorton), est impliqué dans un scandale. Il est jugé pour le meurtre d'un membre de sa famille qui a séduit leur sœur cadette.
Dans le contexte de la rébellion irlandaise de 1798, elle rejoint la Société des Irlandais unis et écrit des pamphlets sur la crise de l'Union de 1799 à 1800 . Elle est une amie et une cousine de l'aristocrate et révolutionnaire républicain Lord Edward FitzGerald. Son frère aîné, George King (3e comte de Kingston), est un loyaliste éminent.
En décembre 1801, elle entreprend une grande tournée avec un groupe de "neuf aventuriers irlandais", dont son mari et une amie, la diariste Catherine Wilmot, qui écrit de nombreuses lettres, dont certaines publiées en 1920 sous le titre Un pair irlandais sur le continent (1801–1803) relatant la tournée de Stephen, 2e comte de Mount Cashell, passant par la France, l'Italie, etc. de la vie et des habitudes des Cashells, notamment de leurs divertissements somptueux, en particulier au cours des neuf premiers mois à Paris. En juin 1802, les Cashell ont un autre fils, Richard Francis Stanislaus Moore, et Wilmot signale que ses parrains sont William Parnel, "la comtesse polonaise Myscelska", et le ministre américain (vraisemblablement Robert Livingston, qui est en poste de 1801 à 1804).
En Europe, Margaret rencontre un Irlandais nommé George William Tighe. Ils tombent amoureux. Margaret quitte finalement son mari et s'enfuit avec George en Italie. En vertu des lois de l'époque, le père contrôle la vie de ses enfants et la mère n'a pas le droit de les emmener avec elle à son départ. Margaret et George se sont appelés "M. et Mme Mason".

## Après la séparation
Elle décide d'étudier la médecine à Iéna, ce qui nécessite un travestissement (Elle est aussi grande qu'un homme). Elle étudie ensuite avec le professeur de chirurgie Andrea Vaccá Berlinghieri de l'Université de Pise. Elle écrit un livre de médecine domestique pour le soin des bébés et des enfants.
À ce stade de sa vie, elle est une " grande dame sans fioritures" . Elle publie son premier livre avec The Juvenile Library, l’équipe londonienne de William Godwin, veuf de sa gouvernante-mentor Mary Wollstonecraft et de sa deuxième épouse, Mary Jane Clairmont . Elle reçoit leur visite et se lie d'amitié avec eux quand elle est à Londres en 1807 .
Elle s'installe à la Casa Silva, à Pise, avec Tighe et leurs filles, Lauretta et Nerina. Ils reçoivent la visite en 1820 d'un jeune trio: le poète Percy Shelley, sa femme l'écrivaine Mary Shelley (fille de Godwin et Wollstonecraft, et déjà auteur de Frankenstein), et leur traductrice, sa demi-sœur Claire Clairmont. Elle se sent maternelle envers les femmes, toutes deux filles de sa gouvernante, qui transforme sa vie. Elle donne "des conseils avisés" à Shelley sur sa santé et à Clairmont sur sa carrière. Elle les présentent à un nouveau cercle intellectuel et social à Pise et aide Mary à s'installer .
Tighe fournit à Percy Shelley beaucoup de matériel sur la chimie, la biologie et les statistiques. Les Mason inspirent les Shelleys avec "un nouveau sens du radicalisme" .
Claire Clairmont vit avec Mme Mason dans les années 1830. Elle la considère comme une mère et considère cette période comme la plus heureuse de sa vie . Elle maintient les liens de famille et d'amitié en restant en correspondance avec les descendants des Mason dans les années 1870 .
Elle décéda en janvier 1835 et est inhumée dans le vieux cimetière anglais de Livourne.

## Ouvrages
- Histoires du vieux Daniel: ou encore, récits d'émerveillement et de délices - enfants apprenant de la vie réelle
- Suite des histoires du vieux Daniel en 1820
- Conseils d'une jeune mère sur l'éducation physique des enfants, par une grand-mère. —Pratique bébé et conseils médicaux pour enfants
- Les sœurs de Nansfield: un conte pour jeunes femmes - roman en deux volumes

## Sources
- Sunstein, Emily. Un visage différent: la vie de Mary Wollstonecraft . Boston: Little, Brown et Cie, 1975.  (ISBN 0-06-014201-4).
- (en) Janet Todd, Mary Wollstonecraft : une vie révolutionnaire, Londres, Weidenfeld & Nicolson, 2000 (ISBN 0-231-12184-9).
- (en) Janet Todd, Rebel daughters : Ireland in conflict 1798, Londres, Penguin, 2003, 400 p. (ISBN 978-0-14-100489-1)
- Tomalin, Claire. La vie et la mort de Mary Wollstonecraft . Rev. ed. 1974. New York: Penguin, 1992.  (ISBN 0-14-016761-7).
- Wardle, Ralph M. Mary Wollstonecraft: une biographie critique . Lincoln: Presses de l'Université du Nebraska, 1951.
- Wilmot, Catherine . Un pair irlandais sur le continent (1801–1803) racontant la tournée de Stephen, 2e comte Mount Cashell, à travers la France, l'Italie, etc.
- La plante sensible: une vie de lady Mount Cashell par Edward C. McAleer; Presses de l'Université de Caroline du Nord, 1958
- Conseils aux jeunes mères sur l'éducation physique des enfants, par une grand-mère . Florence, 1835 texte intégral ici